# Bob Anderson (escrime)
Pour les articles homonymes, voir Anderson et Bob Anderson (homonymie).
Bob Anderson, né à Gosport (Hampshire) le 15 septembre 1922 et mort le 1er janvier 2012, est un escrimeur et maître d'armes britannique, essentiellement connu pour avoir été la doublure des combats au sabre laser de Dark Vador lors de L'Empire contre-attaque et Le Retour du Jedi et pour son travail de maître d'armes sur plusieurs films à succès, dont la trilogie du Seigneur des anneaux.

## Biographie
Il représente le Royaume-Uni au sabre lors des Jeux olympiques d'Helsinki (1952) et des championnats du monde d'escrime 1950 et 1953. Au sein de l'équipe du Royaume-Uni, il est demi-finaliste de l'épreuve du sabre par équipes à Helsinki. Après sa carrière, il commence à travailler pour le cinéma en entraînant Errol Flynn pour Le Vagabond des mers (1953). Il fait par la suite office de maître d'armes et de doublure pour les combats sur de nombreux films.
En 1964, il est entraîneur de l'équipe de britannique d'escrime pour les jeux olympiques de Tokyo. En 1966, il conçoit les combats pour le téléfilm The Legend of Young Dick Turpin produit par le studio Disney et tourné au Royaume-Uni.

## Filmographie
- 1953 : Le Vagabond des mers (cascades)
- 1954 : Le Maître de Don Juan (cascades)
- 1961 : Les Canons de Navarone (cascades)
- 1963 : Bons baisers de Russie (cascades)
- 1966 : The Legend of Young Dick Turpin (maître d'armes)
- 1967 : Casino Royale (cascades)
- 1967 : Doctor Who épisode « The Enemy of the World » - Le garde attaquant
- 1975 : Barry Lyndon (coach d'escrime)
- 1977 : Star Wars, épisode IV : Un nouvel espoir (cascades)
- 1980 : Star Wars, épisode V : L'Empire contre-attaque (cascades)
- 1980 : Superman 2 (cascades)
- 1983 : Star Wars, épisode VI : Le Retour du Jedi (cascades)
- 1986 : Highlander (maître d'armes)
- 1987 : Princess Bride (maître d'armes)
- 1991 : Par l'épée (maître d'armes)
- 1992-1994 : Highlander (maître d'armes)
- 1993 : Les Trois Mousquetaires (maître d'armes)
- 1995 : Lancelot, le premier chevalier (maître d'armes)
- 1996 : Le Fantôme du Bengale (maître d'armes)
- 1998 : Le Masque de Zorro (maître d'armes)
- 2001 : Le Seigneur des anneaux : La Communauté de l'anneau (maître d'armes)
- 2002 : Meurs un autre jour (maître d'armes)
- 2002 : Le Seigneur des anneaux : Les Deux Tours (maître d'armes)
- 2003 : Pirates des Caraïbes : La Malédiction du Black Pearl (maître d'armes)
- 2003 : Le Seigneur des anneaux : Le Retour du roi (maître d'armes)
- 2005 : La Légende de Zorro (maître d'armes)
- 2006 : Capitaine Alatriste (maître d'armes)
- 2012-2013 : Bilbo le Hobbit (maître d'armes)